# Nikolai Iljitsch Kamow

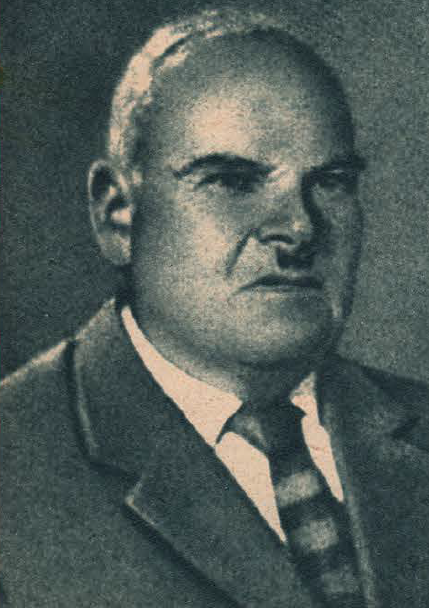
Nikolai Iljitsch Kamow

Nikolai Iljitsch Kamow (auch Kamov; russisch Николай Ильич Камов, wiss. Transliteration Nikolaj Il’ič Kamov; * 1.jul. / 14. September 1902greg. in Irkutsk; † 24. November 1973 in Moskau) war Chefkonstrukteur des nach ihm benannten sowjetisch/russischen Konstruktionsbüros Kamow, das auf die Entwicklung von Hubschraubern spezialisiert ist.

## Leben
Nikolai Kamow war der Sohn eines Lehrers. 1918 begann er am Technologischen Institut in Tomsk ein Studium für Schienenfahrzeugbau, das er 1923 mit dem Ingenieursdiplom abschloss. Da er sich während des Studiums für die Konstruktion von Flugzeugen entschieden hatte, nahm er eine Arbeit als Schlosser im Junkers-Zweigwerk in Fili bei Moskau an. Nebenbei befasste er sich im Selbststudium mit Aerodynamik und Flugzeugkonstruktion. Bald wechselte er in die Wartungsabteilung der Fluggesellschaft Dobroljot. 1928 wurde er in die „Abteilung für Seeflugzeug-Versuchsbau“ (OMOS) aufgenommen, die unter der Leitung von Dmitri Grigorowitsch an dem zweimotorigen Torpedoflugboot TOM-1 arbeitete. In der Gruppe wirkten ebenfalls später bekannt gewordene Konstrukteure wie Sergei Koroljow, Michail Gurewitsch, Georgi Berijew, Wadim Schawrow und Igor Tschetwerikow. Nach Grigorowitsch' Absetzung 1928 übernahm der Franzose Paul E. Richard die Gruppe.
Zusammen mit Nikolai Skrischinski konstruierte Kamow 1929 den ersten sowjetischen Tragschrauber, den KASKR. Nach dessen Erprobung verschrieb er sich ganz der Konstruktion von Drehflüglern und trat 1932 in das „Büro für Sonderkonstruktionen“ (BOK) ein, wo er die Leitung der Abteilung Tragschrauber übernahm. Neben einigen Prototypen entstand dort 1934 der in Kleinstserie gebaute Tragschrauber ZAGI A-7.

Grabstein Kamows auf dem Nowodewitschi-Friedhof

1944 entwickelte er seinen ersten Hubschrauber, den Ka-8. Dieser wies erstmals die Besonderheit aller folgenden Kamow-Hubschrauber auf: Sie haben zwei koaxiale, gegenläufige Rotoren, die einen Momentenausgleich am Heck überflüssig machen, die Verletzungsgefahr für Wartungspersonal oder umstehende Personen verringern, den Leistungsverlust beim Antrieb des Heckrotors vermeiden und eine geringere Anzahl kritischer Bauteile aufweisen. In den folgenden Jahren konstruierte Kamow weitere Typen, u. a. die Ka-10, Ka-15, Ka-18, Ka-22, Ka-25 und Ka-26.
Nikolai Kamow starb am 24. November 1973. Das Unternehmen Kamow besteht jedoch noch heute.